# Xã Sweetwater, Michigan
Xã Sweetwater (tiếng Anh: Sweetwater Township) là một xã thuộc quận Lake, tiểu bang Michigan, Hoa Kỳ. Năm 2010, dân số của xã này là 245 người.